# Немет, Эви
Эви Немет (англ. Evi Nemeth; род. 7 июня 1940 — пропала в море в июне 2013) —американский инженер, писатель и преподаватель, известна своими экспертными познаниями в системном администрировании и сетевых технологиях.
Наиболее известна как автор книг по системному администрированию: «UNIX. Руководство системного администратора» (1989, 1995, 2000), «Linux. Руководство администратора» (2002, 2006), и «UNIX и Linux. Руководство системного администратора» (2010).

## Биография
Немет получила степень бакалавра математики в Университете штата Пенсильвании в 1961 году. В 1971 получила степень доктора наук в Университете Ватерлоо.
Затем занималась преподавательской деятельностью в университетах Флориды, Нью-Йорка и Колорадо.
В 1980 году перешла на факультет вычислительной техники в Университете Колорадо в Боулдере, где обучала системному администрированию UNIX-систем. Там же, вместе со Стивом Возняком, учредила программу стипендий «Woz», которая финансировала талантливых и любознательных студентов в течение многих лет.
С момента выхода на пенсию ходила в разные части света на собственной яхте Wonderland.

## Исчезновение
Эви Немет пропала в 2013 году вместе с винтажной яхтой Niña, которая вышла из Опуа, Новая Зеландия и взяла курс на порт Ньюкасл, Австралия. Капитаном яхты был опытный моряк Дэвид Дич. Последний раз яхта выходила на связь 4 июня с австралийским метеорологическим центром Восточного побережья с просьбой указать направление для выхода из зоны шторма невероятной силы. Дежурный метеоролог Боб Дэвитт посоветовал яхте взять курс строго на юг, однако, быть готовым в ближайшее время к усилению шторма. Согласно показаниям Дэвитта на последнюю связь выходил не капитан Дич, а мисс Эви. У нее был уверенный голос и Дэвитту показалось что экипаж яхты полностью контролирует ситуацию. Спустя месяц, 5 июля 2013, официальные поиски пропавшей яхты были прекращены. Также вместе с яхтой пропали жена капитана Розмари и их 17-летний сын Дэвид, путешественники Мэтью Вуттон и Кайл Джексон, а также 19-летняя Даниела Райт. Родственники пропавших создали сайт, посвящённый поиску экипажа яхты. Однако кишащее акулами Тасманово море оставляет мало шансов на то, что экипаж и пассажиры судна будут когда-нибудь найдены.
Последние известные координаты яхты 33°53′20″ ю. ш. 165°18′00″ в. д..